# Svartstjärtad havsruda
Svartstjärtad havsruda  (Diplodus sargus) är en fisk i familjen havsrudefiskar.

## Utseende
Den svartstjärtade havsrudan har en ryggfena med 11 till 12 taggstrålar, följda av 12 till 15 mjukstrålar. Analfenan har samma principiella uppbyggnad, men med endast 3 taggstrålar och 12 till 14 mjukstrålar. Kroppen är hög med 5 mycket mörka och 4 ljusa tvärband på silvergrå botten. Ungfiskar saknar dock de ljusa tvärbanden. På stjärtspolen har den en svart fläck. Munnen är spetsig, med smala läppar. Den kan bli 45 cm lång och väga 1,87 kg, men är vanligtvis betydligt mindre.

## Vanor
Arten lever i kustnära vatten på ett djup ner till 50 m, helst på klipprev eller i sjögräsbältet. Ungfiskar kan även gå in i brackvatten. Födan utgörs framför allt av musslor, men den tar även andra bottendjur som kräftdjur (i synnerhet räkor men också märlkräftor och gråsuggor), snäckor samt havsborstmaskar. Den äter dessutom fisk och alger. Födointaget tenderar att minska under sommaren. Troligtvis är arten hermafrodit, som först fungerar som hane och därefter som hona. Fisken kan bli upp till 10 år gammal.

## Utbredning
Den svartstjärtade havsrudan finns från Biscayabukten via Madeira och Kanarieöarna längs kusten söderut till Sydafrika, Moçambique och Madagaskar. Den går in i Medelhavet och (sällsynt) Svarta havet.

## Taxonomi
Arten har 7 underarter:
- D. sargus sargus (Linné, 1758) Medelhavet och Svarta havet.
- D. sargus ascensionis (Valenciennes, 1830) Kring Ascension.
- D. sargus cadenati de la Paz, Bauchot & Daget, 1974 Kring Madeira, Kanarieöarna och från Biscayabukten längs Västafrikas kust.
- D. sargus capensis (Smith, 1846) Söderut från Angola, runt Sydafrika till södra Madagaskar.
- D. sargus helenae (Sauvage, 1879) Vid Sankta Helena.
- D. sargus kotschyi (Steindachner, 1876) Persiska viken och Madagaskar.
- D. sargus lineatus (Valenciennes, 1830) Kap Verdeöarna.